# Арцизька міська рада
Арци́зька міська́ ра́да — орган місцевого самоврядування Арцизької міської громади в Болградському районі Одеської області.

## Склад ради
Рада складається з 26 депутатів та голови.
- Голова ради: Парпуланський Сергій Афанасійович
- Секретар ради: Добрякова Ольга Григорівна

### Керівний склад попередніх скликань
| Прізвище, ім'я, по батькові       | Основні відомості                                                     | Дата обрання | Дата звільнення |
| --------------------------------- | --------------------------------------------------------------------- | ------------ | --------------- |
| Сиров Іван Савелійович            | дата народження 14.01.1939                                            | 1972         | 1986            |
| Алєксєєв Сергій Миколайович       |                                                                       | 1987         | 1989            |
| Райчев Василь Савович             | Дата народження 14.01.1939                                            | 1989         | 1994            |
| Єфімов Федір Павлович             | Дата народження 14.10.1955                                            | 1994         | 1998            |
| Чорний Вадим Львович              |                                                                       | 1998         | 2002            |
| Середа Віктор Семенович           | Дата народження 30.03.1950                                            | 2002         | 2006            |
| Михайлов Юрій Степанович          | Міський голова, 1962 р.н., освіта вища, член Партії регіонів          | 31.10.2010   | 25.10.2015      |
| Міхов Володимир Михайлович        | Міський голова, 1969 р.н., освіта вища, партія "Наш край"             | 25.10.2015   | 25.10.2020      |
| Парпуланський Сергій Афанасійович | Голова Арцизької міської ради, 1987 р.н., освіта виша, самовисуванець | 25.10.2020   |                 |

Примітка: таблиця складена за даними сайту Центрольної виборочної комісії

### Депутати
За результатами місцевих виборів 2020 року депутатами ради стали:

#### За суб'єктами висування
| Суб'єкт висування                                  | Кількість обраних депутатів | %     |
| -------------------------------------------------- | --------------------------- | ----- |
| ПОЛІТИЧНА ПАРТІЯ "ЗА МАЙБУТНЄ"                     | 12                          | 46,15 |
| ПОЛІТИЧНА ПАРТІЯ "ОПОЗИЦІЙНА ПЛАТФОРМА – ЗА ЖИТТЯ" | 5                           | 19,23 |
| ПОЛІТИЧНА ПАРТІЯ "СЛУГА НАРОДУ"                    | 3                           | 11,54 |
| ПОЛІТИЧНА ПАРТІЯ "ЄВРОПЕЙСЬКА СОЛІДАРНІСТЬ"        | 2                           | 7,69  |
| ПОЛІТИЧНА ПАРТІЯ "НАШ КРАЙ"                        | 2                           | 7,69  |
| ПОЛІТИЧНА ПАРТІЯ "ДОВІРЯЙ ДІЛАМ"                   | 2                           | 7,69  |